# سیارک ۱۷۰۵۰
سیارک ۱۷۰۵۰ (به انگلیسی: 17050 Weiskopf، نامگذاری:1999FX45) هفده هزار و پنجاهمین سیارک کشف شده‌است که در ۲۰ مارس ۱۹۹۹ کشف شد.
قدر مطلق سیارک برابر ۱۲.۹ است.